# نورة غوثري
نورة غوثري (بالإنجليزية: Nora Guthrie)‏ هي منتجة أسطوانات وملحنة أمريكية، ولدت في 2 يناير 1950 في نيويورك في الولايات المتحدة.

## وصلات خارجية
- نورة غوثري على موقع IMDb (الإنجليزية)
- نورة غوثري على موقع ميوزك برينز (الإنجليزية)
- نورة غوثري على موقع أول ميوزيك (الإنجليزية)
- نورة غوثري على موقع ديسكوغز (الإنجليزية)
- نورة غوثري على موقع قاعدة بيانات الفيلم (الإنجليزية)